# Sant Pere de Reixac
Sant Pere de Reixac és un temple parroquial catòlic ubicat a Montcada i Reixac (Vallès Occidental). És l'església parroquial de l'antic nucli de Reixac. És una obra inclosa a l'Inventari del Patrimoni Arquitectònic de Catalunya.

## Història
Es conserva l'església a partir de la reconstrucció de l'any 1676 i de posteriors millores. El lloc és documentat l'any 963 i l'any 1028 es documenta la parròquia en una escriptura de venda d'un alou, que comprenia els llocs de Porciano al pla; Bello Viziano, Albiniana i Canalies a la serralada. L'església fou consagrada el 28 de desembre de 1048 per Guilabert, bisbe de Barcelona.
L'any 1171 fou donada a la canònica de la seu de Barcelona. L'any 1581 es va agregar al monestir de Sant Jeroni de la Murtra. Després d'ésser cremada durant la Guerra dels Segadors, el 1651, fou reconstruïda el 1676. L'any 1778, el bisbe de Barcelona, José Climent, la fa vicaria perpètua pel decret de Carles III. L'any 1876 la parròquia de Reixac va passar a pertànyer a Montcada.

## Descripció
És un exemple d'arquitectura romànica religiosa, tot i que documentalment sembla provat que en dates del segle x, Reixac tenia temple i que en constituir-se en església parroquial cap a l'any 1028 s'hauria engrandit. L'estat actual és producte de la restauració a què ha estat sotmesa, a partir de la seva reconstrucció l'any 1676, i després més recentment s'han anat fent millores per a la seva conservació.
La factura és representada per pedres i carreus ben escairats disposats per fileres. Les obertures són finestres amb esplandit. La porta d'entrada, orientada a migdia, és d'arc rodó de mig punt i adovellada, decorada amb una motllura que ressegueix tot l'emmarcament per l'intradós. El temple és de planta rectangular i a l'interior s'hi distribueixen dues naus orientades de l'est a l'oest. La nau més gran exterioritza un absis quadrangular i la més petita dibuixa a l'exterior un absis circular, en els dos casos amb finestres amb esplandit que donen llum a l'interior. Seguidament del mur de migdia s'estén el cementiri de la parròquia. La coberta és de teula àrab.
El campanar, adossat al mur de migdia, presenta dos cossos ben diferenciats. El primer és quadrat i sembla originari de la primera època de l'església encara que també podria ser anterior i formar part d'una torre de defensa o de guaita. El segon cos és de planta octogonal i consta de dos registres, un primer pis i separats per una motllura un segon en el qual s'obren quatre finestres amb arc de mig punt. Els murs presenten uns carreus ben escairats, sobretot en el primer cos i fa pensar que el segon fou fet amb elements reaprofitats en la reconstrucció de l'església el 1676. La finestra és rectangular; la pedra de la llinda ofereix un treball dins les variants de l'arc conopial-flamíger. La llinda reposa sobre sengles pedres també treballades a fi i a efecte de donar més èmfasi a l'obertura de l'arc.